# Saint John of Las Vegas
Saint John of Las Vegas je americký hraný film, který natočil režisér Hue Rhodes podle vlastního scénáře. Hlavní roli v něm ztvárnil Steve Buscemi. Dále v něm hráli Romany Malco, Peter Dinklage, Tim Blake Nelson a další. Hudbu k němu složil David Torn. Film je příběhem bývalého gamblera, který se vydává na cestu s mužem věnujícím se pojistným podvodům. 
Premiéru měl 10. června 2009 na festivalu CineVegas. Do amerických kin byl uveden 29. ledna 2010 (limitované vydání).